# Melodies of Love
Melodies of Love es el vigésimo cuarto álbum de estudio del cantante estadounidense Bobby Vinton. Fue publicado en noviembre de 1974 a través de ABC Records.

## Grabación y contenido
Las sesiones de grabación del álbum tuvieron lugar en cuatro estudios diferentes: Sound Lab, A&M, Sunwest (Hollywood), y John Wagner Productions (Albuquerque). Bob Morgan produjo el álbum mientras que  Armin Steiner, Barry Keene, John Wagner, Michael Lietz, Ray Gerhart, y Tommy Vicari se desempeñaron como ingenieros de audio. Melodies of Love contenía once canciones. Cuatro de las pistas fueron escritas por el propio Vinton. Esto incluyó «My Melody of Love», que es una adaptación de la canción schlager alemana compuesta por Henry Mayer, titulada «Herzen haben keine Fenster». La quinta canción del álbum, «Am I Losing You», es una adaptación de la canción italiana «Io ti darò di più», escrita por Alberto Testa y compuesta por Memo Remigi. Muchas de las canciones del álbum eran versiones de material previamente grabado por otros artistas. Esto incluyó una versión de «I Honestly Love You», que fue un éxito número uno para Olivia Newton-John en 1974.

## Recepción de la crítica
Un escritor no especificado de la revista Cash Box lo consideró “un impresionante LP [que] captura al cantante en un nuevo nivel en su colorida carrera”.

## Lista de canciones
| Lado uno |                             |                                  |          |  |
| N.º      | Título                      | Escritor(es)                     | Duración |  |
| 1.       | «My Melody of Love»         | Bobby Vinton Henry Mayer         | 3:08     |  |
| 2.       | «I Honestly Love You»       | Peter Allen Jeff Barry           | 3:25     |  |
| 3.       | «You'll Never Know»         | Mack Gordon Harry Warren         | 2:40     |  |
| 4.       | «Dick and Jane»             | Dewayne Blackwell                | 3:15     |  |
| 5.       | «Never Ending Song of Love» | Delaney Bramlett                 | 2:57     |  |
| 6.       | «Am I Losing You»           | Vinton Alberto Testa Memo Remigi | 3:00     |  |

| Lado dos |                                    |                                         |          |  |
| N.º      | Título                             | Escritor(es)                            | Duración |  |
| 1.       | «The Most Beautiful Girl»          | Norro Wilson Billy Sherrill Rory Bourke | 2:27     |  |
| 2.       | «My Gypsy Love»                    | Vinton                                  | 3:12     |  |
| 3.       | «I'll Be Loving You»               | Vinton Gene Allan                       | 2:46     |  |
| 4.       | «Here in My Heart»                 | Pat Genaro Lou Levinson Bill Borrelli   | 2:43     |  |
| 5.       | «I Want to Spend My Life with You» | Larry Weiss John Williams               | 3:07     |  |

## Créditos y personal
Créditos adaptados desde las notas de álbum de Melodies of Love.
Personal técnico
- Al Capps – arreglos
- Mike Melvoin – arreglos
- Joe Reisman – arreglos
- Ernie Freeman – arreglos
- Armin Steiner – ingeniero de audio
- Tommy Vicari – ingeniero de audio
- Michael Lietz – ingeniero de audio
- Ray Gerhart – ingeniero de audio
- John Wagner – ingeniero de audio
- Barry Keene – ingeniero de audio
- Tim Bryant – diseño
- Mia Beard – fotografía

## Posicionamiento
| Gráfica (1975)                            | Pico de posición |
| ----------------------------------------- | ---------------- |
| Estados Unidos (Billboard Top LPs & Tape) | 16               |
| Estados Unidos (Cash Box Top 100 Albums)  | 18               |

## Certificaciones y ventas
| País                                                     | Certificación | Ventas   |
| -------------------------------------------------------- | ------------- | -------- |
| Estados Unidos (RIAA)                                    | Oro           | 500 000* |
| *cifras de ventas basadas únicamente en la certificación |               |          |